# Yllenus skalanicus
Yllenus skalanicus är en spindelart som beskrevs av Dobroruka 2002. Yllenus skalanicus ingår i släktet Yllenus och familjen hoppspindlar. Inga underarter finns listade i Catalogue of Life.